# Technical Education Copenhagen
Technical Education Copenhagen (TEC) er en uddannelsesinstitution med ungdomsuddannelser og efteruddannelse for faglærte. På TEC kan man vælge mellem mere end 30 erhvervsuddannelser, EUX, teknisk gymnasium (HTX) på H.C. Ørsted Gymnasiet, 10. klasse og et stort udbud af kurser og efteruddannelse. TEC havde i 2019 4589 årselever og 680 ansatte. TEC er oprindeligt en sammenslutning af FagHøjskolen (Gladsaxe og Frederiksberg Tekniske Skole), Lyngby Tekniske Skole, Metalindustriens Fagskole (Ballerup), Landtransportskolen og Luftfartskolen.

## 5 adresser i Storkøbenhavn
TEC har fem afdelinger i Storkøbenhavn. Hovedadressen ligger på Stæhr Johansens Vej 7 på Frederiksberg, tæt på Fasanvej metro. Der ligger derudover afdelinger i: Hvidovre, Ballerup, Gladsaxe og Lyngby.

## Uddannelser på TEC
- H.C. Ørsted Gymnasiet - Udbydes som HTX med følgende studieretninger[2], dog udbydes Kommunikation/it A og Programmering B som et såkaldt virtuel studieretning hvor 80% af undervisningen foregår virtuelt[3]:
  - Bioteknologi A og Idræt B
  - Kommunikation/it A og Programmering B
  - Kommunikation/it A og Programmering B (virtuel) Arkiveret 11. januar 2021 hos  Wayback Machine
  - Teknologi A og Design B
  - Matematik A og Fysik A
  - Matematik A og Kemi A
  - Matematik A og Informatik B
  - Matematik A og Programmering B
- Erhvervsuddannelser: Automatik, bygningsmaler, cykel- og motorcykelmekaniker, data og kommunikation, elektriker, elektronik og svagstrøm, finmekaniker, flytekniker, karrosserismed, køletekniker, lageruddannelsen, lastvognsmekaniker, lufthavnsuddannelsen, ortopædist, personvognsmekaniker, serviceassistent, skiltetekniker, smed, tømrer, vejgodstransport (chauffør), vvs- og energispecialist og faglært rengøringstekniker [4]
- EUX: Automekaniker, Data og kommunikation, Elektriker, Personvognsmekaniker og Smed[5]
- 10. klasse rettet mod erhvervsuddannelserne og gymnasiet
- Efteruddannelse inden for: Lager og logistik, auto, bilsyn, automation, KNX, PROFIBUS, facility services, it, maling og overfladebehandling, vvs-energi, låsesmed og elfaget
- 6 ugers jobrettet uddannelse for ledige